# Nereis micromma
Nereis micromma är en ringmaskart som beskrevs av Harper 1979. Nereis micromma ingår i släktet Nereis och familjen Nereididae.
Artens utbredningsområde är Mexikanska golfen. Inga underarter finns listade i Catalogue of Life.